# ABARA
『ABARA』（アバラ）は弐瓶勉による漫画作品。『ウルトラジャンプ』（集英社）2005年6月号から2006年4月号に掲載。
単行本は上と下の全2巻。下の巻末には本作との関わりがある短編「DIGIMORTAL」が収録されている。

## 物語舞台
その塊はあまりにも古くから　そこに存在したために
殆どの人々が　地形の一部だと信じていた
どんな仕掛けがあるかなど　知っている者はいない
人工物なのか自然物なのかもわからない巨大な廟のある世界。
そこに突如現れた、ヒトの目では捉えられない速度で人間を食らい殺戮する、白い異形。
養殖場従業員、駆動電次は黒ガウナに変身して怪異に立ち向かう。
謎が謎を呼ぶダークハードSF。

## 登場人物
駆動電次（くどう でんじ）
本作の主人公の青年。かつては検眼寮に所属しており、タドホミらとも親しかった。自身が黒奇居子にされたことを知り検眼寮と袂をわかつ。その際に多数の職員を殺害している。伊東という偽名を用いて主油養殖に身を隠している。
黒奇居子化すると背中から十数本の紐状の物体が飛び出るので、これで那由多との見分けがつく。大きさ数メートルの建物の破片を拳の一撃で粉砕し、ビルが密集した建造物郡を一瞬で全壊させる戦闘力で白奇居子を度々圧倒する。
阿由多（あゆた）
車いすに乗った少女。駆動らと同時期に黒奇居子を移植されるが、直接戦闘を行う様子はない。彼女と那由多（妹：黒奇居子）は「同調」しており、戦闘時の指示は一種のテレパシーで伝えられる。物語の中盤において、那由多の負傷に「同調」してしまい意識不明の重体に陥る。
奇居子を移植された時点で、記憶や知能に幾許かの欠損が生じた模様である。かつては駆動とも面識があった。
最終的には示現体連鎖の一環で白奇居子化し、駆動電次と互角に渡り合うも倒される。その後停止していた巨大白奇居子と融合し、活動を再開する。最後は妹である那由多と駆動電次を庇いつつ胞子船射出時の爆発に巻き込まれ消滅した。
那由多（なゆた）
阿由多の妹。検眼寮の擁する黒奇居子であり、「0078」と刻印されている。厳重に封印されていたが、駆動を捕獲するためにそれを解かれた。通常は阿由多と同調することにより行動をコントロールされているが、完全ではない。安全装置として頸椎剥離装置が埋め込まれており、これを起動すれば那由多は行動不能となる。
黒奇居子になる過程で知能や情緒が大幅に失われており、人間を殺すことに対して一切躊躇が無い。
黒奇居子化すると後頭部から三本の紐状の物体が飛び出るので、駆動電次との見分けがつく。戦闘力は駆動電次と同等以上で、捕獲時には手から伸ばした金属線のようなもので彼の両腕を切断し、背骨ごと頭を引き抜いて一時的に戦闘不能にしている。
タドホミ
かつて駆動と親しかった検眼使。権眼寮最高責任者の娘でもある。一見穏やかだが、目的のためには自らが実力を行使することも厭わない。
検眼寮を脱走した駆動の潜伏先を知りながらそれを上層部に報告しなかった。また、示顕体出現においては独断で駆動に接触、その駆除を依頼した。これらの行動を問題視され組織内における権限を剥奪された。さらには「検罰」と称して左腕を切断されてしまう。
先島
刑兵部省の捜査官。典型的な熱血漢である。
第四紀連社員
600年前に滅びた第四紀連の社員の生き残り達。もはや肉体は残っておらず、ロボットの様な機械にその精神を宿している。作中では三人（？）登場しており、それぞれ骸骨、鳥、カプセルの外観をしている。

## 用語解説

### 奇居子（ガウナ）
「第四紀連の時代によく現れた、人の眼に写らない正体不明の生物。人を喰べて大きくなり、最終的には恒差廟を喰べる。かつては、その模造品に退治された。」（「異相の書」による）
彼ら以外の時間が静止しているように見えるほどの速度で活動できる。また示隔空間と呼ばれるものを展開することで人間の目に写らなくなると推察される。機関銃やレーザー、ミサイル等の兵器でも全く対処出来ない。踏み台にしただけのビルが真っ二つになる等、筋力も通常の生物に比べて並外れている。個体によっては羽や翼のようなものを背中から広げ、飛行する。
検眼寮においては｢人類の領域を侵犯し、破壊にふける化け物｣と教えられている。
「胞」（えな）と呼ばれる外骨格様の装甲に身を包み、その大きさや、形状は様々である。何らかの要因によって人間が変態することによっても出現する。黒奇居子と対比して、白奇居子とも呼ばれる。また、人間が変化したものは示現体とも呼ばれることがある。
春の季語である「寄居虫（ごうな：ヤドカリの意）」の古名「がうな」がモチーフではないかと推察される。
同作者の『戦翅甲蟲 天蛾』や『シドニアの騎士』にも同じ名前の生物が登場する。

#### 黒奇居子（クロガウナ）
示現体に対する検眼寮の最終兵器。「聖遺物」として封印されていたが、その詳細は内部にも知らされていなかった。
その実態は第四紀連がかつて白奇居子をもとにして開発した生物兵器である。甲殻を持った虫のような生き物（これも黒奇居子と呼ばれる）を人間に移植することで生まれる。
戦闘時には、移植者の背骨の両脇よりあたかも「アバラ」のような黒い胞（えな）を生じさせ、全身を包む。白奇居子と同等の速度や、手足が切断されても瞬時に治る再生能力等を持つ。白奇居子とは異なり、重力を無視したような軌道を描く。
示現体（しげんたい）
示現とは「神仏が霊験を示し現す（衆生を救うために様々な姿に身を変えてこの世に出現する）こと」の意。
人間がなんらかの要因によって変容した存在。作中においては、白奇居子とほぼ同じ文脈で用いられる。示現体が連続発生することを示現体連鎖と呼ぶ。
第四紀連
かつて存在した大企業。600年前に発生した示現体連鎖の際に滅びる。
異相の書
第四紀連の社典。この世界についての様々なことが記述されている。
同著者の「DIGIMOTAL」には異相教会と呼ばれる組織が描かれており、本作との関連をうかがわせる。
禁籠（きんろう）
「閉じこめて外に出さないこと、押し込めること」の意。
物語の終盤近くで限定的に禁籠が解けてしまう。空には光の渦が発生し、巨大な構造物が姿を覗かせる。中より出現したのは大量の白奇居子だった。
恒差廟（ごうさびょう）
第四紀連以前の時代に建築された建造物。廟とは霊（祖先）を鎮め祀る場所の意。
かつては何百基も存在していたが、とある理由によりその殆どが失われ、作中においては二基のみが残っている。全ての恒差廟が失われると禁籠が解けてしまう。
胞子船
一種の脱出装置。恒差廟は胞子船の発射装置の役割も果たす。
検眼寮（けげんりょう）
大政官直轄の組織。その業務内容は一般には非公開とされている。第四紀連とも繋がりを持っている。
かつて恒差廟と胞子船の秘密を守る為に作られた組織を起源としている。これは最高位の検眼使にのみ伝えられる機密である。
刑兵部省（けいひょうぶしょう）
この世界における警察組織。
主油養殖（あぶらのようしょく）
検眼寮を離れた駆動が半年間ほど身を寄せていた。巨大な油槽を擁する。
はらぺこゴウナ
この世界に伝わる童話。内容はかつて発生した示現体連鎖に近い。「最後はみんな白いゴウナに食べられてしまう」ことにより終わるという。

## 書誌情報
- 弐瓶勉『ABARA』集英社〈ヤングジャンプ・コミックス〉
  - （上） ISBN 4-08-877088-9
  - （下） ISBN 4-08-877089-7（巻末に「DIGIMORTAL」を収録）